# 체코슬로바키아 인민군
체코슬로바키아 인민군(체코어: Československá lidová armáda, 슬로바키아어: Československá ľudová armáda, ČSLA)은 1954년부터 1990년까지 존재했던 체코슬로바키아 사회주의 공화국의 군대이다.

## 역사
1945년 5월 25일 체코슬로바키아군의 조직 재건에 따라 체코슬로바키아군 임시조직이 구성되었다. 나치 독일에 대항해서 싸웠던 병사들이 서서히 돌아왔다. 체코슬로바키아 영토에 (전차군단과 포병사단을 포함한)16개 사단으로 구성된 4개 군구의 관할 구역이 그어졌다. 소련군 지휘하에 있었던 체코슬로바키아 제1군단은 제1군이 되었고, 이후 제1군구를 구성했다. 군 재건계획에 대한 초기의 낙관적 분위기는, 붕괴된 전후 경제와 인적, 물적 자원의 부족으로 인해 머지 않아 환멸이 대신하게 되었다. 전후 체코슬로바키아군은 쫓아냈던 독일 국방군과 헝가리 왕국군의 무기로 무장했으며, 전후복구사업에도 참가했다. 그리고 국가보안군 부대들은 루테니아의 우크라이나 민족주의 조직 토벌에 참가했다.
1948년 체코슬로바키아 공산당이 집권하고 군사 분야에서 중대한 변화가 일어났다. 공산당은 권력을 공고히 하기 위하여 체코슬로바키아군을 확실히 장악하려고 했다. 절반 이상의 장교들이 병사들과 마찬가지로 공산당에게 압박을 받았고, 많은 수가 제대해야만 했다. 사상통제와 같은 사병에 대한 정치적인 공작은 주로 서부전선에서 싸웠던 병사들에게 행해졌지만, 역설적으로 피해자 중에는 동부전선 참전자들도 포함되어 있었다. 군은 마침내 완전히 공산당에게 통제되었고, 1950년에는 소련식으로 군이 재조직되고 군구가 해산되었다. 1951년 소련과 체코슬로바키아간 군수 협상이 체결되어 소련제 장비와 물자를 수입하고, 항공기,레이더같은 첨단장비의 구입대금을 지불하기 위해 소련에게 차관 4,400만 루블을 빌렸다. 이러한 노력으로 체코슬로바키아군의 수는 1953년경에는 300,000명으로 급증하였다. 1955년에는 가말 압델 나세르의 이집트 공화국과 무기 판매 계약을 체결하였다.
1954년부터 1960년대 동안 체코슬로바키아군의 질은 비약적으로 상승하였다. 기계화가 진행되어 1954년 병사당 이동속도가 18마력이었던 것이 1962년에는 42마력으로 증가하였고, 1954년 3%만의 장교단이 고급 교육을 받았지만 1961년에는 14.6%로 증가했다. 또한 최소한 공군에서는, 소련제 무기가 아닌 국산무기로 무장하려는 계획도 이루어졌다. 이러한 성과는 1948년 쿠데타와 뒤따른 장교단 숙청으로 저하된 장교단의 질을 다시 향상시킬 수 있었다. 비슷한 성과가 폴란드와 헝가리를 비롯한 타 조약국에서도 이루어졌다. 그러나 이러한 성과는 조약 차원의 군사적 협력으로 연결되지 못하였고, 꾸준한 향상으로 이어지지 못했다. 거기에 많은 경제자원이 체코슬로바키아군의 팽창에 투입되었고, 이는 체코슬로바키아(소련과 그 동유럽,제3세계 위성국)가 겪었던 경제적 문제의 원인이 되었다.

### 소련군과의 관계
1960년대에 소련은 곤란한 상황에 처해있었다. 바르샤바 조약의 내부에서는 알바니아가 탈퇴하고 동독이 서베를린으로의 탈출 행렬을 막기 위해 고심중이었다. 또한 핵전력에서도 미국에 현저한 열세를 보이고 있었다. 이러한 문제를 해결하기 위해 바르샤바 조약군 사령관 안드레이 안토노비치 그레츠코는 위성국들에 대해 몇 가지 계획을 작성했다. 그레츠코 장군에 따르면 소련은 핵전쟁 상황에서 체코슬로바키아군의 역량을 높이고, 그러면서도 체코슬로바키아가 소련에 적대하지 못하도록 강한 영향력을 행사해야 했다. 이에 따라 몇 조치가 취해졌는데, 첫번째로 공군의 질과 양이 향상되고 방공군이 창설되었으며, 소련군이 체코슬로바키아 영내에 다시 들어올 수 있게 되었고(소련은 이 시기에 체코슬로바키아에 상시 주둔군을 신설할 생각까지 있었음), 체코슬로바키아군의 훈련중점이 방어가 아닌 타 조약군과 협동해 타국을 침공하는 것으로 옮겨졌다. 지상군도 개혁되었는데, 기존의 보병사단과 기계화사단은 해체되고 소련식 차량화소총병사단(MRD)으로 개편되었으며, 전차사단도 소련식 표준에 맞춰졌다. 공수부대도 신설되었고, 체코슬로바키아의 군수지원 체계는 현대적인 소련 무기체계에 맞춰 개혁되었으며, 체코슬로바키아군은 조약군과 합동해 작전을 수행할 능력을 키우게 되었다.
1960년대 초중반에 바르샤바 조약기구의 군사훈련은 겉으로는 우호적인 군사개입에서의 소련-체코슬로바키아 합동작전능력을 확인하는 방향으로 흘러갔지만, 1966년 블타바 기동훈련에서 소련군이 체코 지역/중앙당국과 연락체계를 구축한 것은 있을지 모를 체코슬로바키아의 저항을 미연에 방지하기 위한 것으로 의심받았다.
몇몇 서방 학자들은 1961년부터 1968년까지 소련군이 체코슬로바키아군을 '중부 전선'의 남쪽 측면을 방호하고 바이에른으로 진격할 주도적인 능력이 있는 군대로 만들려 했다고 주장했다. 그러나 소련은 동독 국가인민군을 불신하고 대규모 육군을 동부 독일에 주둔시켰고, 체코슬로바키아에도 비슷한 주둔군 배치를 계획했다는 면에서 알 수 있듯이, 냉전 초기 소련은 알바니아,유고슬라비아,루마니아와 같은 사례로 인하여 체코슬로바키아뿐만 아니라 동유럽 위성국 군대들의 신뢰도와 능력을 심각하게 불신했다.
1968년 프라하의 봄이 찾아오자, 체코슬로바키아의 장교단은 소련 위주의 국방정책에 대해 강한 불만을 표시했다. 보이치에흐 멘치 대령과 보리보예 스바르치 중령은 4월 중순 그들의 개혁인 '체코슬로바키아 인민군 실행계획'을 중앙위원회에서 승인받았다. 이 계획의 골자는 소련 중심의 바르샤바 조약을 탈퇴하고 체코슬로바키아를 중립화하거나 바르샤바 조약을 동등한 집단안보체제로 바꾸는 것, 대규모 군축 등을 포함하고 있었다.(고트발트 제안서) 계획은 1968년 7월 2일경에 제14차 체코슬로바키아 공산당대회의 표결을 앞두고 있었다.  바츨라프 프리츨리크 중장은 급진적 장교단이 주장했던 체코슬로바키아군의 개혁을 옹호하고, 이를 추진하려고 했다. 소련에서 중장의 개혁을 비판하자, 알렉산데르 둡체크는 그를 해임했지만 여전히 당에서 중요한 정치적 직위를 차지하게 했다. 그러나 1968년 8월 20일, 바르샤바 조약군은 프라하의 봄을 뒤집기 위해 체코슬로바키아를 침공했다. 결국 이듬해 알렉산드르 둡체크는 사임했고, 모든 개혁은 무효화되었다.  이 급변사태는 체코슬로바키아의 조약 이탈 가능성에 대한 소련의 우려를 증폭시켰고, 이전까지 체코슬로바키아 영내에 소련군을 주둔시키지 않았던 방침을 바꾸어 상당한 중부 군집단 병력을 체코와 슬로바키아에 주둔시켰다.
프라하의 봄은 실패했지만, 바르샤바 조약기구의 구조적 개편의 촉매가 되었다. 고트발트 제안서에서 나타났던 불만사항은 다음과 같이 개편되었다.
- 조약 내에 국방장관회의 신설
- 모든 군사훈련을 조율하기 위한 군사회의 신설
- 신형 장비와 기술의 공유를 위해 군사과학위원회 신설
- 외무상화의와 외무사무관회의 신설
- 비 소련 바르샤바 조약국의 입지 대폭 강화;이전보다 더 수준 높은 협동 지휘가 가능하게 됨.

1970년 소련-체코슬로바키아 조약이 체결되었고, 이는 중부 군집단의 주둔을 공식적으로 승인했다. 이 조약은 소련과 체코슬로바키아의 서독에 대한 적대감정을 확인하고, 나토에 대한 압박을 지속적으로 가하며, 유사시 독일로 진격할 능력을 갖추기 위함이었다. 프라하의 봄 이후, 중부 군집단은 체코슬로바키아에 주둔하면서 '그림자 참모'라는 별명이 생길 정도로 군에 깊숙히 개입했다. 또한 프라하의 봄 이후 19,000명에 달하는 체코슬로바키아군 장교들이 군에서 축출되어 장교단이 다시 심각하게 저하되었다.
1969년 '정상화'를 표방한 보수적인 구스타우 후사크 정권이 집권한 이래로 체코슬로바키아 사회주의 공화국은 소련에 성실하게 충성했지만, 한편으로는 충성을 대가로 (미국의 퍼싱 II 중거리 핵전력 배치에 대한 응답으로 배치된) SS-22 스케일보드 전구탄도유도탄의 철수와 같은 현안을 유리하게 끌어내려고 시도하였다. 체코슬로바키아에 배치된 핵전력은 갈수록 국내적으로 심각한 사안이 되어갔다. 소련의 핵무기에 체코슬로바키아인들은 심각한 우려를 느꼈고, 억압적인 공산당의 정상화 통치에 대한 불만까지 합쳐져 위험해지고 있었다. 1983년 바츨라프 하벨을 비롯한 체코슬로바키아 지식인들은 77 헌장을 발표하였고, 프라하 카렐 대학교에서는 반핵 시위가 1984년까지 이어졌다. 공산당에 대한 불만이 높아지는 와중에 미하일 고르바초프는 브레즈네프 독트린을 폐기했고,마침내 벨벳 혁명으로 체코슬로바키아 사회주의 정권은 무너졌다.

### 합동 군사훈련
1970년부터 소련의 크라스나야 즈베즈다 지는 체코슬로바키아와 소련의 합동 군사훈련에 대해 보도하기 시작했다. 1970년 소련 중부 집단군과 서부 체코슬로바키아군이 시행한 '타란'훈련은 첫 합동훈련이었고, 1974년 소련의 바르샤바 조약 보고서에 '조직적' 합동훈련에서의 양군 부대와 편제가 공개되었다. 비 소련 바르샤바 조약군과도 훈련이 시행되었는데, 1969년 폴란드에서 열린 '오데르-나이세'훈련에서는 소련군/체코군 차량화소총부대와 폴란드 전차부대, 체코 전차부대와 동독군 기계화부대, 체코군 공수부대와 소련 수송기/폴란드 공군의 합동훈련이 시행되었다. 체코슬로바키아군은 1970년 동독에서 열린 'Brotherhood in arms 1970'훈련에서도 비슷한 임무를 수행했다. 체코슬로바키아군은 1972년 '쉴드-72'훈련을 주재했고, 여기에는 헝가리,소련,동독,폴란드,체코슬로바키아가 참가했다. <For Eternity 1975>에 따르면, 이 훈련에서 소련군의 지원을 받으며 폴란드군과 체코슬로바키아군은 '어깨와 어깨를 맞대고' 싸웠다. 1979년 중부 군집단과 체코군 사이에 열린 '우애-79'훈련에서는 26,000명이 참가했고, 1982년 '우애-82'훈련에서는 25,000명이 참가했으며, 1984년 '쉴드-84'훈련에서는 60,000명이 참가했다. 이 훈련에서 각국 부대들은 비단 지상군뿐만 아니라 다양한 병과들까지 참가시켰다. 체코슬로바키아 공군 역시 중부 군집단 소속 항공전력과 '마치 단일한 지휘체계를 이룬 듯이' 합동작전 훈련을 하였다.

## 조직
체코슬로바키아군은 다음과 같이 구성되었다.
- 체코슬로바키아 인민군 육군(Pozemní vojsko)
- 체코슬로바키아 인민군 공군(Vojenské letectvo)
- 체코슬로바키아 인민군 방공군(Protivzdušná obrana státu)

### 준군사조직
- 국가보안군
- 체코슬로바키아 국경수비대
- 체코슬로바키아 인민민병대

이외에도 민방위 부대, 청소년 조직과 같은 준군사조직이 있었다.

## 장비

### 지상군
| 전차 | 개발/생산국         | 종류     | 파생형 | 대수  | 비고                                         |
| ---- | ------------------- | -------- | ------ | ----- | -------------------------------------------- |
| T-72 | 소련 체코슬로바키아 | 주력전차 | M, M1  | 700   |                                              |
| T-55 | 소련                | 주력전차 |        | 1,908 | 1,277(전체 전차 보유댓수의 48%)대가 치장물자 |

| APC/AFC     | 개발/생산국    | 종류          | 개량형 | 대수  | 비고                               |
| ----------- | -------------- | ------------- | ------ | ----- | ---------------------------------- |
| BVP-2       | 체코슬로바키아 | 보병전투차    |        | 280   |                                    |
| BVP-1       | 체코슬로바키아 | 보병전투차    |        | 1,390 |                                    |
| OT-90       | 체코슬로바키아 | 병력수송차    |        | 620   |                                    |
| OT-64       | 체코슬로바키아 | 병력수송차    |        | 1,600 |                                    |
| OT-62 TOPAS | 체코슬로바키아 | 병력수송차    |        |       | BTR-50의 체코슬로바키아 국내생산형 |
| BRDM-2      | 체코슬로바키아 | 정찰/초계장비 |        |       |                                    |

| 자주포/자주박격포 | 개발/생산국    | 종류          | 파생형 | 대수 | 비고 |
| ----------------- | -------------- | ------------- | ------ | ---- | ---- |
| 152mm SPGH DANA   | 체코슬로바키아 | 자주포        |        | 408  |      |
| 2S1 그보즈디카    | 소련           | 자주포        |        | 600  |      |
| 2S7 피온          | 소련           | 자주포        |        | 12   |      |
| ShM vz.85 PRÁM-S  | 체코슬로바키아 | 자주박격포    |        | 12   |      |
| RM-70             | 체코슬로바키아 | 다연장 로켓포 | RM-70M | 200  |      |
| RM-51             | 체코슬로바키아 | 다연장 로켓포 |        | 120  |      |

| 견인포                           | 개발/생산국 | 종류 | 파생형 | 대수 | 비고 |
| -------------------------------- | ----------- | ---- | ------ | ---- | ---- |
| 100mm BS-3 견인포                | 소련        |      |        | 250  |      |
| 122mm M1931/37 견인포 (A-19)     | 소련        |      |        | 100  |      |
| 122mm M1938 곡사포 (M-30)        | 소련        |      |        | 250  |      |
| 130mm M1954 견인포 (M-46)        | 소련        |      |        | 75   |      |
| 152mm 견인포-곡사포 M1955 (D-20) | 소련        |      |        | 90   |      |

| 대공무기          | 개발/생산국 | 종류 | 파생형 | 대수       | 비고 |
| ----------------- | ----------- | ---- | ------ | ---------- | ---- |
| S-75 드비나(SA-2) | 소련        |      |        | 23         |      |
| S-125 (SA-3)      | 소련        |      |        |            |      |
| S-200 (SA-5)      | 소련        |      |        | 5개 대대분 |      |
| S-300 (SA-10      | 소련        |      |        | 1개 대대분 |      |
| SA-6              | 소련        |      |        |            |      |

### 공군/방공군
| 기종   | 개발/생산국    | 종류          | 개량형     | 대수 | 비고                                 |
| ------ | -------------- | ------------- | ---------- | ---- | ------------------------------------ |
| MiG-29 | 소련           | 전투기        |            | 20   | 단좌형 18대, 훈련용 2대              |
| MiG-23 | 소련           | 전투기        | BN,MF,ML,U | 70   |                                      |
| MiG-21 | 소련           | 전투기/공격기 |            | <195 |                                      |
| Su-25  | 소련           | 공격기        | K,UBK      | 38   | 단좌형 36대, 훈련용 2대              |
| Su-22  | 소련           | 공격기        | M,UM       | 57   | 단좌형 49대, 훈련용 8대              |
| Mi-24  | 소련           | 공격헬기      | D,V        | 62   | Mi-24D 29대, Mi-24UD 2대,Mi-24V 31대 |
| Mi-17  | 소련           | 수송헬기      |            |      |                                      |
| L-39   | 체코슬로바키아 | 훈련기        | C,ZA,V     | 57+  | L-39C 24대, L-39ZA 27대, L-39V 6대   |

## 대 나토 전쟁에서 체코슬로바키아 인민군의 임무
동유럽에서 가장 기계화된 전력 중 하나인 체코슬로바키아군은 소련 중부 군집단과 함께, 국경을 마주하고 있는 서독의 바이에른을 공격할 예정이었다. 체코슬로바키아군의 5개 전차사단과 5개 차량화사단은 전선의 남서부를 맡고, 동쪽 슬로바키아의 2개 사단은 제2전략제대의 역할을 할 것이었다. 이들 중 카테고리 1에 속하는 4개 정예사단은 전시에 중부 군집단에 편입되어 전투할 것이었다.

## 참조 자료
- US GOVERNMENT;(1974)《WORLD MILITARY EXPENDITURES AND ARMS TRANSFERS 1989》

## 같이 보기
- 중부 군집단